# São Juliano Mártir (diaconia)
São Juliano Mártir é uma diaconia instituída em 18 de fevereiro de 2012, pelo Papa Bento XVI.

## Titulares protetores
- Karl Becker, S.J. (2012-2015)
- Kevin Joseph Farrell (2016-)